# Коркін Петро Андрійович
Петро Андрійович Коркін (1900 , Частоозер'є, Тобольська губернія  — 29 січня 1940 , СРСР ) — радянський діяч органів державної безпеки, майор державної безпеки (1936). Депутат Верховної Ради СРСР 1-го скликання (1937–1939). Депутат Верховної Ради УРСР 1-го скликання (1938–1939).

## Біографія
Народився 1900 року в родині заможнього селянина в селі Частоозер'є, тепер Курганської області, Росія. У 1914 році закінчив двокласне сільське училище на станції Петухово  Оренбурзької залізниці Тобольської губернії.
У травні 1914 — січні 1915 року — хлопчик у магазині Трофімова на станції Петухово. У січні 1915 — січні 1917 року — хлопчик у магазині Торгового дому Кармицкіна на станції Петухово. У січні 1917 — травні 1919 року працював у господарстві батька в селі Частоозерське.
У квітні — липні 1919 року — розвідник 1-го ударного полку,  рядовий 1-го Уральського полку армії адмірала Колчака. У липні — вересні 1919 року — чорнороб дільниці Пермської залізниці у селі Гробово Єкатеринбурзької губернії.
З вересня 1919 року — в Червоній армії. У вересні 1919 — червні 1920 року — рядовий дивізійного санітарного транспорту 30-ї стрілецької дивізії. У червні 1920 — січні 1921 року — слухач партійної школи при політичному відділі 5-ї армії у Іркутську.
Член РКП(б) з 9 вересня 1920 року  (у травні 1937 р. отримав сувору догану за приховування свого соціального походження, догана знята у червні 1937 р.).
У січні — серпні 1921 року — уповноважений Комісії по боротьбі з дезертирством 5-ї армії РСЧА. У серпні 1921 — лютому 1922 року — уповноважений особливого відділу 5-ї армії РСЧА у місті Іркутську. У лютому — серпні 1922 року — помічник начальника відділення особливого відділу 5-ї кавалерійської дивізії РСЧА у місті Троїцько-Савську. У серпні — жовтні 1922 року — начальник особливого відділу 36-ї стрілецької дивізії РСЧА. У жовтні 1922 — лютому 1924 року — начальник 1-го прикордонного відділення особливого відділу 5-ї кавалерійської дивізії РСЧА.
У лютому — грудні 1924 року — начальник відділення Бурят-Монгольського обласного відділу ДПУ. У грудні 1924 — лютому 1925 року — заступник начальника Бурят-Монгольського обласного відділу ДПУ — начальник секретно-оперативної частини. У лютому — грудні 1925 року — заступник начальника відділення Повноважного представництва ОДПУ по Далекому Сходу.
У грудні 1925 — лютому 1926 року — начальник контррозвідувального відділу Приморського губернського відділу ДПУ. У лютому 1926 — березні 1930 року — начальник контррозвідувального відділу Владивостоцького окружного відділу ДПУ. Одночасно, у травні 1928 — березні 1930 року — помічник начальника Владивостоцького окружного відділу ДПУ.
У березні 1930 — березні 1931 року — начальник секретно-політичного відділу Повноважного представництва ОДПУ по Далекосхідному краю. У березні — травні 1931 року — співробітник резерву ОДПУ СРСР.
У травні — жовтні 1931 року — оперативний уповноважений 4-го відділення секретно-політичного відділу ОДПУ СРСР. У жовтні 1931 — жовтні 1932 року — виконувач обов'язків помічника начальника 2-го відділення секретно-політичного відділу ОДПУ СРСР. У жовтні 1932 — квітні 1933 року — начальник 3-го відділення секретно-політичного відділу ОДПУ СРСР. У квітні 1933 — липні 1934 року — начальник 6-го відділення секретно-політичного відділу ОДПУ СРСР. У липні — грудні 1934 року — начальник 6-го відділення секретно-політичного відділу ГУДБ НКВС СРСР.
У грудні 1934 — грудні 1936 року — заступник начальника секретно-політичного відділу УДБ УНКВС по Ленінградській області. У грудні 1936 року — начальник секретно-політичного відділу УДБ УНКВС по Ленінградській області. 25 грудня 1936 — 20 липня 1937 року — начальник 4-го відділу УДБ УНКВС по Ленінградській області.
20 липня 1937 — 26 лютого 1938 року — начальник УНКВС по Воронезькій області РРФСР.
12 грудня 1937 року обраний депутатом Верховної Ради СРСР 1-го скликання по Острогозькій виборчій окрузі Воронезької області
26 лютого 1938 — січень 1939 року — начальник УНКВС по Дніпропетровській області.
26 червня 1938 року обраний депутатом Верховної Ради УРСР 1-го скликання по Нікопольській виборчій окрузі № 195 Дніпропетровської області.
21 січня 1939 року заарештований органами НКВС. 28 січня 1940 року Військовою Колегією Верховного Суду СРСР за статтями 58- 1"а", 58-11 кримінального кодексу РРФСР засуджений до розстрілу. У реабілітації відмовлено 1999 року.

## Звання
- капітан державної безпеки (23.03.1936)
- майор державної безпеки (20.12.1936)

## Нагороди
- орден Леніна (25.06.1937)
- медаль «XX років РСЧА» (22.02.1938)
- Почесний ювілейний знак «ВЧК—ГПУ (V)» №  (1929)
- знак «Почесний працівник ВЧК—ГПУ (XV)» (8.04.1934)